# Malindi
Malindi (in passato nota anche come Melinde) è una città costiera del Kenya, situata nella contea di Kilifi. 

## Geografia
Si trova sull'Oceano Indiano, presso la foce del fiume Galana, circa 120 km a nordest di Mombasa.

## Storia

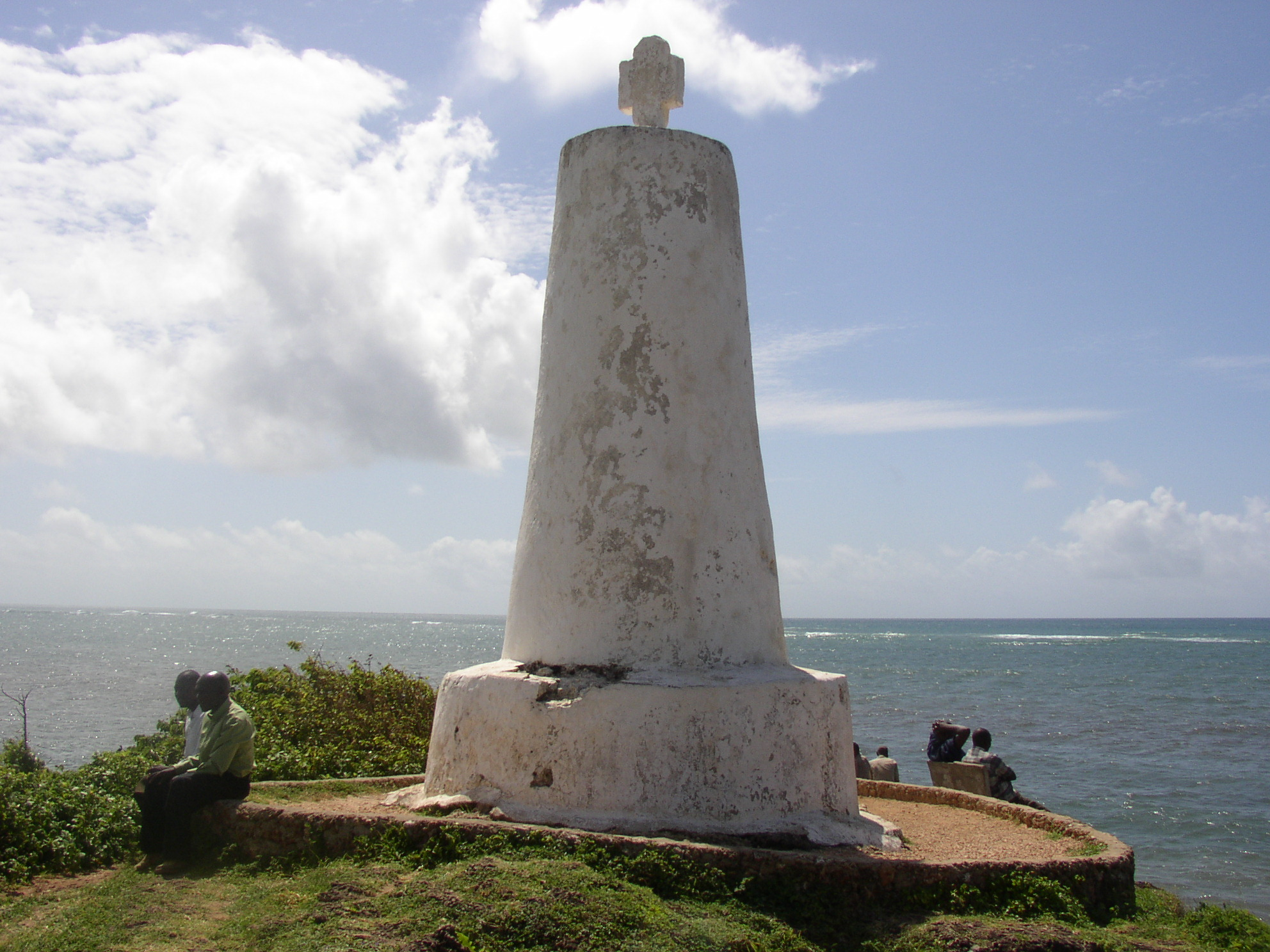
Il monumento commemorativo dell'approdo di Vasco da Gama

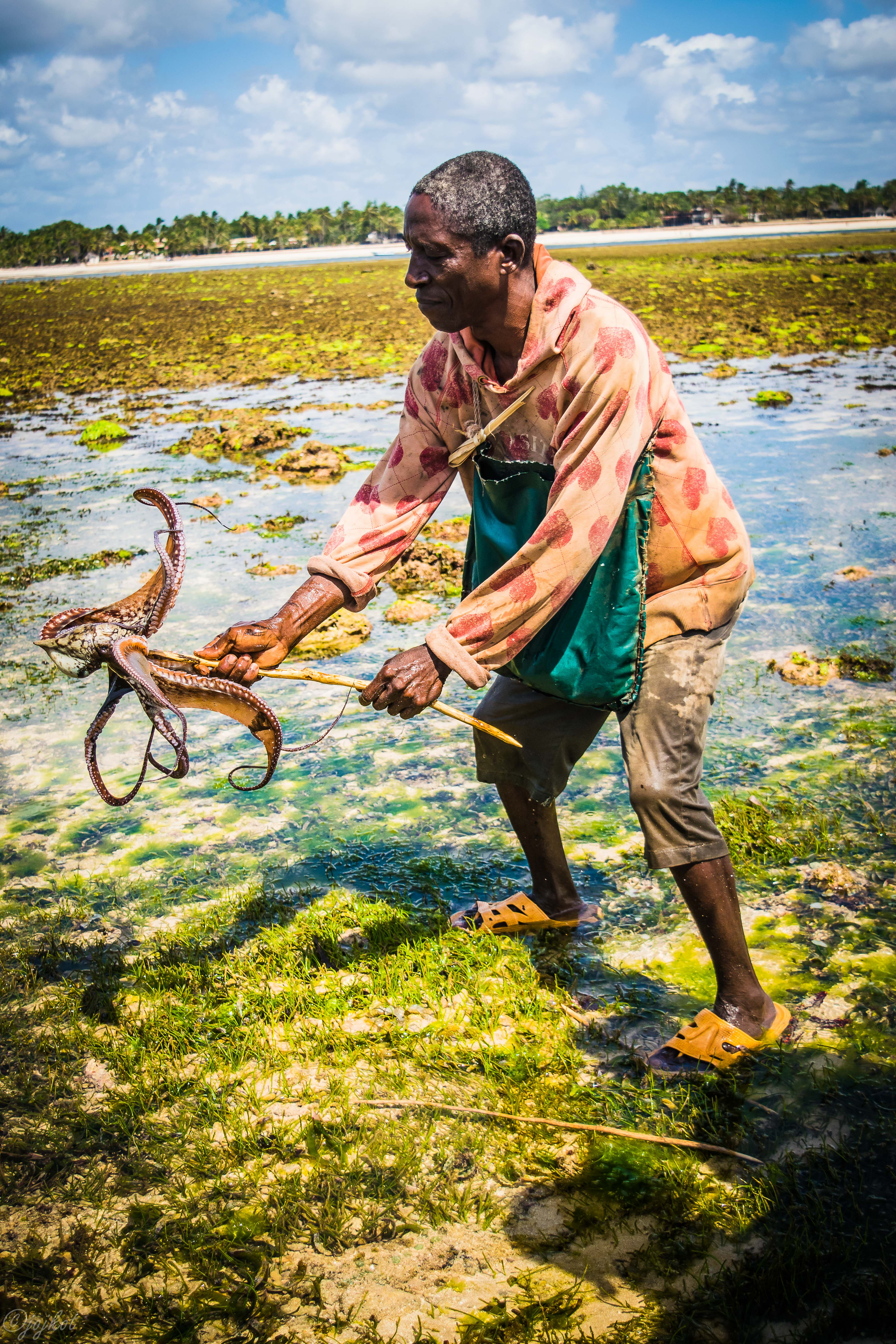
Pesca del polpo

Non si conoscono esattamente le origini storiche di Malindi. I ritrovamenti archeologici testimoniano la presenza nella zona, fin dal IX secolo, di varie culture bantu simili a quella pokomo. A partire dal XIV secolo Malindi ha goduto di un periodo di forte sviluppo, legato anche al fiorire della tratta degli schiavi. Una delle piste carovaniere che attraversavano il Kenya arrivava proprio a Malindi, dopo essere passata sull'altopiano di Yatta e da Silaloni. La piazza che ora si trova accanto alla vecchia moschea era il mercato degli schiavi, e ha svolto questo ruolo sino agli inizi del XX secolo. 
Dell'antica Malindi si hanno notizie nelle cronache di viaggio dell'ammiraglio cinese Zheng He, che vi approdò nel 1414. L'esploratore portoghese Vasco da Gama visitò la città nel 1498 e qui ottenne i servigi di navigatori esperti che lo condussero fino a Kerala, in India. Nel 1541, il celebre missionario gesuita Francesco Saverio risiedette a Malindi per qualche mese. Divenne un possedimento portoghese nel periodo 1500-1630.

## Società

### Evoluzione demografica
Alle etnie pokomo e giriama, originarie dell'area, si sono oggi aggiunti rappresentanti di quasi tutte le etnie keniote. Forte la presenza di stranieri, di cui la maggioranza italiani.

## Economia
La maggioranza della popolazione locale vive di agricoltura (l'entroterra è fertile e ricco di acqua) e di pesca, ma l'economia della città è principalmente basata sul turismo, soprattutto internazionale (e in modo particolare italiano). Malindi è rinomata per le sue spiagge bianche, protette in parte da un'imponente barriera corallina. Molte delle spiagge appartengono ad aree naturali protette, anche per via delle tartarughe marine che vengono a deporvi le uova; in particolare, i due parchi marini contigui di Watamu e Malindi proteggono un ampio tratto di costa a sud del centro abitato. Malindi è inoltre una destinazione molto amata dai cultori della pesca d'altura; già Ernest Hemingway negli anni trenta vi soggiornò diverse volte per praticare questo sport.

## Infrastrutture e trasporti
Malindi è sede di un aeroporto nazionale (con voli da e per Nairobi, Lamu e altre destinazioni) ed è collegata a Mombasa e Lamu da una strada costiera. In direzione di Mombasa, la strada è asfaltata, non molto rovinata; mentre in direzione di Lamu la strada è stata asfaltata di recente grazie ad un accordo stipulato con il Giappone, il quale è autorizzato alla pesca fino al 2020 nelle acque territoriali keniote in cambio della manutenzione del collegamento Mombasa-Lamu. Una pista alquanto difficile collega Malindi al distretto di Kitui passando anche attraverso il Parco nazionale di Tsavo Est.

## Altro
Poco a nord della città in prossimità del villaggio Ngomeni sorge il centro spaziale italiano Luigi Broglio.